# Вейс, Василий Константинович
Васи́лий Константи́нович Вейс (1862 — после 1927) — петербургский архитектор.

## Биография
Учился на архитектурном отделении Императорской Академии художеств (1886—1890).
Был награждён малой серебряной медалью (1890), большой серебряной (1842). Был удостоен звания классного художника 3-й степени (март 1893) и звания художника 2-й степени (ноябрь 1893) за программу «Проект гостиницы для приезжающих в столичный город».
Служил в Главном управлении неокладных сборов и казённой продажи питей Министерства финансов, в Петербургском совете детских приютов.

## Постройки в Петербурге
Известные работы архитектора В. К. Вейса в Санкт-Петербурге. Указаны современные адреса:
- Доходный дом (перестройка). Владимирский пр., 7 (1894)[5]
- Особняк П. М. Богомольца. Мытнинская ул., 13 (1896—1897)[6]
- Здание товарищества фирмы И. В. Кожевникова (левая часть). Воронежская ул., 5 (1898)[7]
- Здание детского приюта им. барона Фредерикса. Лафонская ул., 5 (1902—1903)[8]
- Доходный дом. Большая Пушкарская ул., 24 (1903)[9]
- Доходный дом (перестройка, включение существующего дома). Лахтинская ул., 23 (1903)[10]
- Доходный дом. Полозова ул., 9 (1904)[11]
- Доходный дом (перестройка, включение существующего дома). Мира ул., 1 (1905)[12]
- Общежитие рабочих Оптико-механического завода «Н. И. Рейхель». 8-я линия ВО, 85 — Смоленки наб., 12 (1909—1910)[13]
- Доходный дом В. К. Пискарёва (надстройка и расширение). Малый пр. ПС, 71 — Бармалеева ул., 18 — Подрезова ул., 15 (1910—1911)[14]
- Доходный дом А. Д. Барановской. Большой пр. ПС, 83 — Карповки наб., 6 — Петропавловская ул., 8 (1911—1912)[15][16]
- Доходный дом (перестройка). Гражданская ул., 10 (1912)[17]
- Доходный дом. Камская ул., 10 (1913—1914)[18]
- Здание рынка И. С. Мальцева. Некрасова ул., 52 (1913—1914)[19]
- Производственные здания кожевенного завода А. А. Парамонова (перестройка и расширение). Кожевенная линия ВО, 2-4  (1914—1915)[20]